# Figura św. Jana Nepomucena w Kamionnej
Figura św. Jana Nepomucena w Kamionnej – nepomuk znajdujący się na głównej drodze przebiegającej przez wieś Kamionna.

## Historia
Barokowa rzeźba została stworzona prawdopodobnie przez wrocławskiego rzeźbiarza Johann Albrecht Siegwitza w I poł. XVIII w. (ok. 1740 roku) i ufundowana przez rodzinę von Kalckreuth, ówczesnych właścicieli wsi. Kartusz przedstawia scenę zrzucenia Nepomucena z Mostu Karola do Wełtawy. Herb rodu von Kalckreuth znajduje się na cokole. W 2003 roku została gruntownie odrestaurowana.

## Opis

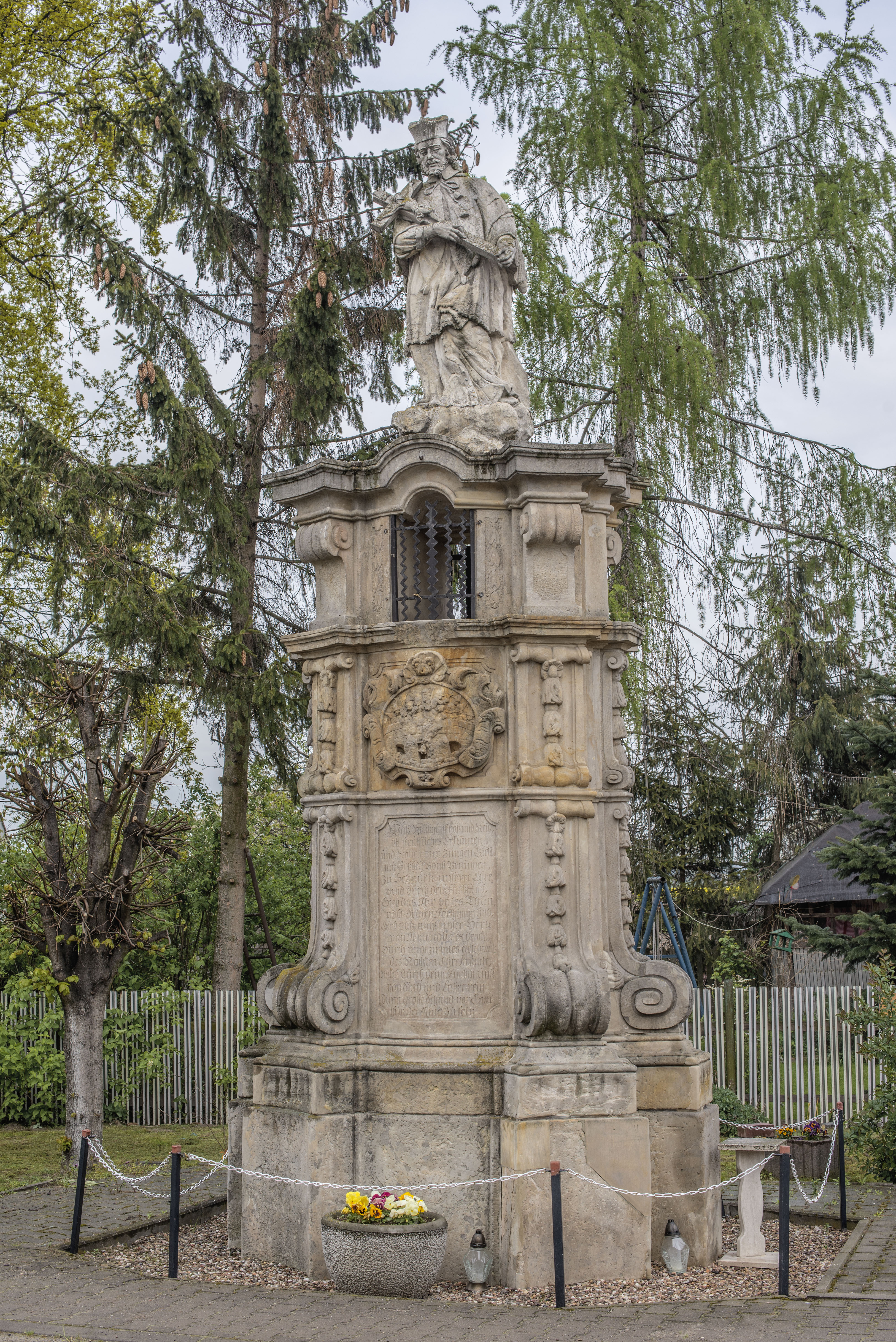
Figura w całości

Posąg został wykonany z piaskowca i przedstawia Figurę św. Jana Nepomucena trzymającego krzyż. Na znacznie większym cokole znajduje się wnęka na latarnię tzw. latarnia umarłych, kartusz ze sceną zrzucenia świętego z mostu Karola do Wełtawy, inskrypcja po łacinie :
"Co często nieżyczliwość, nienawiść i zazdrość wymyśli nagannego, a oprócz tego trucizna złych języków wyrządzi złośliwą szkodę naszej godności - odwróć przez swe wstawiennictwo. Spraw, aby ich złośliwe poczynania nie miały Twojego błogosławieństwa. Kto złośliwości zmyśla, przez nieprzyzwoite plotkarstwo poniża godność bliźniego. Spraw przez swoje wstawiennictwo i uwolnij nas od grzechu oraz występku, ponieważ życie w grzechu jest największym wstydem przed Bogiem."
oraz wiele barokowych ornamentów jak woluty czy zwisy.